# McDonaldização
McDonaldização é um termo usado pelo sociólogo George Ritzer em seu livro The McDonaldization of Society (1993). Ele explica que se manifesta quando uma sociedade adota as características de um restaurante de fast-food. A "McDonaldização" é uma reconceptualização da racionalização da e gestão científica. Onde Max Weber usou o modelo da burocracia para representar a direção desta sociedade em mudança, Ritzer vê o restaurante de fast-food como um paradigma contemporâneo mais representativo (Ritzer, 2004: 553). O processo de McDonaldização pode ser resumido como a maneira pela qual "os princípios do restaurante fast-food começam a dominar mais e mais setores da sociedade norte-americana, bem como do resto do mundo".
A tese de McDonaldização em versão cultural é uma ideia comparativamente recente da homogeneização mundial de culturas. Na sociedade contemporânea, o termo está ganhando atenção em diferentes aspectos, visto que a maioria dos países se adaptaram a a este conceito por causa da globalização.

## Aspectos
Ritzer destacou quatro componentes fundamentais da McDonaldização:
- Eficiência: encontrar o método mais eficaz para cumprir uma tarefa;
- Quantificação: o objetivo deve ser muito mais quantificável (a exemplo das vendas) do que qualitativo-subjetivo (como o gosto);
- Previsibilidade: os serviços devem ser padronizados, normalizados;
- Controle: os empregados devem ser padronizados, normalizados, e, tanto quanto possível, substituídos por tecnologias não-humanas.

Com esses quatro processos, essa estratégia aparentemente razoável, segundo esse ponto de vista, pode alcançar resultados nocivos ou irracionais.